# 杉本麻樹
杉本 麻樹（すぎもと まき）は、日本の情報工学者。慶應義塾大学理工学部情報工学科教授。博士（工学）。

## 人物・経歴
長野県飯田市出身。1996年長野県飯田高等学校卒業。2000年千葉工業大学工学部電子工学科卒業（指導教員：小林幸雄 教授）。2002年千葉工業大学大学院工学研究科情報工学専攻修士課程修了（指導教員：三井田惇郎 教授）、東京大学大学院情報学環研究補佐員（情報理工学系研究科舘暲・前田太郎・川上直樹研究室）、NTTコミュニケーション科学基礎研究所人間情報研究部客員研究員。2004年日本学術振興会特別研究員（DC1）。2005年マサチューセッツ工科大学コンピュータ科学・人工知能研究所客員研究員。2006年電気通信大学大学院電気通信学研究科機械制御工学専攻博士課程修了（指導教員：稲見昌彦 教授，松野文俊 教授）。
同年電気通信大学電気通信学部知能機械工学科特別研究員。2007年電気通信大学電気通信学部知能機械工学科産学官連携研究員。同年電気通信大学電気通信学部知能機械工学科特任助教。2008年慶應義塾大学先導研究センター特別研究講師、慶應義塾大学大学院メディアデザイン研究科附属メディアデザイン研究所特別研究講師。2009年慶應義塾大学大学院メディアデザイン研究科特別研究講師。2011年慶應義塾大学理工学部情報工学科専任講師。2014年慶應義塾大学理工学部情報工学科准教授。2018年カーネギーメロン大学ロボティクス研究所客員研究員。2020年慶應義塾大学理工学部情報工学科教授。

## 受賞
- 計測自動制御学会論文賞 2005[2]
- 日本バーチャルリアリティ学会論文賞 2005[2]
- International conference on Advances in Computer Entertainment Technology Excellent Paper Award 2005[2]
- 日本バーチャルリアリティ学会論文賞 2015
- 電子情報通信学会マルチメディア・仮想環境基礎研究会 MVE賞（2016年10月）
- DCAJ Innovative Technologies 2018
- International conference on Augmented Humans 2021 Best Full Paper Award